# Mtonya
Mtopwa è una circoscrizione rurale (rural ward) della Tanzania situata nel distretto di Newala, regione di Mtwara. Conta una popolazione di 8 477 abitanti (censimento 2012).